# Arrondissement de Paimbœuf
L'arrondissement de Paimbœuf est un ancien arrondissement français du département de la Loire-Atlantique. Il fut créé le 17 février 1800 et supprimé le 10 septembre 1926. Les cantons revinrent à l'arrondissement de Saint-Nazaire.

## Composition
Il comprenait les cantons de Bourgneuf-en-Retz, Paimbœuf, le Pellerin, Pornic et Saint-Père-en-Retz.

## Sous-préfets
| Période           | Période           | Identité                     | Fonction précédente                           | Observation                                |
| ----------------- | ----------------- | ---------------------------- | --------------------------------------------- | ------------------------------------------ |
|                   |                   |                              |                                               |                                            |
| 2 novembre 1838   | 18 novembre 1847  | Jean Ducos                   | Secrétaire à la sous-préfecture de la Réole   | Nommé sous-préfet de Morlaix               |
| 18 novembre 1847  | 24 janvier 1849   | Honoré Girard de Villesaison | Secrétaire général de la Haute-Saône          | Nommé sous-préfet de Bergerac              |
|                   |                   |                              |                                               |                                            |
| 17 juillet 1871   | 25 septembre 1872 | Désiré Najean                | Sous-préfet de Mirecourt                      | Nommé sous-préfet de Clamecy               |
|                   |                   |                              |                                               |                                            |
| 30 décembre 1877  | 19 décembre 1884  | Léon Guérin                  | Commerçant                                    | Nommé secrétaire général du Finistère      |
|                   |                   |                              |                                               |                                            |
| 31 juillet 1894   | 26 septembre 1899 | Paul Truc                    | Sous-préfet de Gourdon                        | Nommé secrétaire général des Côtes-du-Nord |
|                   |                   |                              |                                               |                                            |
| 1er décembre 1905 | 14 décembre 1907  | Georges Thomé                | Chef de cabinet du préfet des Basses-Pyrénées | Nommé sous-préfet de Bayeux en 1911        |
| 30 mai 1908       | 3 mars 1914       | Jean Naud                    | Secrétaire général de la Drôme                | Nommé sous-préfet de Bayeux                |
|                   |                   |                              |                                               |                                            |
| 25 juin 1925      | 24 juillet 1925   | Pierre Le Baube              | Sous-préfet de Louviers                       |                                            |
|                   |                   |                              |                                               |                                            |

## Liens
http://www.napoleon-series.org/research/almanac/c_chapter10.html